# Jilava
Jilava là một xã thuộc hạt Ilfov, România. Dân số thời điểm năm 2002 là 11893 người.